# Zombie Bastards (сингл, Weezer)
Zombie Bastards — пісня американського рок гурту Weezer, випщена в якості синглу альбому Black Album, 21 листопада 2018.

## Композиція
В пісні "Zombie Bastards"  Weezer звертається до шанувальників, які "застрягли в минулому", і критикують їх, коли вони змінюють свій саунд. 
Пісня містить гітари, що звучать як ска, бас-даб, та клавішні, що описується Томом Бреханом з Stereogum як "Weezer зробив готик стадіон Spotify-core". Пісня була описана як Поп-рок та Електропоп.

## Рецензії
Рендалл Колберн з The A.V. Club дав «Zombie Bastards» позитивну відповідь. Емма Суонн з DIY була більш критичнішою до пісні 
заявивши, що «Zombie Bastards» настільки дитячі, що це було б легко поставити під сумнів, вони були призначені для дитячої аудиторії, якщо б це не було, слівця типу, сволота».